# Fritz Rößling
Fritz Rößling (* 6. Februar 1927 in Mannheim; † 29. November 2011) war ein deutscher Fußballspieler und -trainer.

## Spielerkarriere
Fritz Rößling begann seine Karriere in der Jugend des SV Waldhof Mannheim. Über die zweite Mannschaft kam er schließlich 1948 in die erste Mannschaft des SV Waldhof, für welche er bis 1960 spielte. Fritz Rößling ist einer von sechs Ehrenspielführern des Vereins.
Erstmals stand er beim Auswärtssieg gegen den BC Augsburg am 12. September 1948 im Team. Obwohl er in der Jugend meist als Stürmer agierte, erkämpfte er sich einen Stammplatz als rechter Verteidiger. In seiner Zeit beim SV Waldhof erlebte er einige Höhen und Tiefen, so stieg er zweimal aus der Oberliga Süd in die Zweite Liga Süd ab, errang jedoch auch zweimal den Wiederaufstieg. Zweimal wurde der gebürtige Mannheimer in die Deutsche B-Fußballnationalmannschaft berufen, beide Male hieß der Gegner Spanien. Deutschland gewann jeweils mit 5:2. Er debütierte am 14. Juni 1953 in Düsseldorf in der B-Nationalmannschaft. Er bildete mit Herbert Erhardt von der SpVgg Fürth das Verteidigerpaar. Torschützen der DFB-Elf waren Alfred Pfaff (2 Tore) und Hans Schäfer (3 Tore). Zuvor wurde er von Bundestrainer Sepp Herberger Ende Mai/Anfang Juni in mehreren Testspielen von DFB-Auswahlteams gegen das englische Profiteam Bolton Wanderers sowie einer Auswahl von Süddeutschland und Berlin eingesetzt. Sein zweites B-Länderspiel fand am 31. Mai 1956 in Barcelona statt. Wiederum war Erhardt sein Partner in der Verteidigung und die Läuferreihe bildeten Herbert Dörner, Heinz Wewers und Gerd Harpers.
Sein letztes Spiel bestritt Rößling am 28. August 1960. 1961 wurde er zum Ehrenspielführer des SV Waldhof Mannheim ernannt. In der damals erstklassigen Fußball-Oberliga Süd absolvierte der Verteidiger im WM-System 194 Ligaspiele (1 Tor); insgesamt soll er über 600 Spiele für die Blau-Schwarzen bestritten haben.

## Trainerkarriere
1967 war er Interimstrainer beim SV Waldhof Mannheim und löste Robert Körner ab. Danach arbeitete Rößling als Trainer und Betreuer der Amateurmannschaft des SV Waldhof bzw. im Jugendbereich des Vereins.
1970 bis 1972 war Rößling Trainer von Amicitia Viernheim.
Am 7. November 1984 erhielt Rößling den Ehrenbrief für 50 Jahre Mitgliedschaft beim SV Waldhof.
Am 29. November 2011 verstarb Fritz Rößling im Alter von 84 Jahren.